# سور-حيثية
سور-حيثية مصطلح حديث في علم الآثار يطلق على مجموعة من الدول-المدن الصغيرة التي تواجدت في جنوبي آسيا الصغرى وشمالي سوريا التاريخية، بين الأعوام 1200 ق.م و700 ق.م. وذلك بين انهيار الدولة الحيثية وبداية الدولة الآشورية.
تمييزت هذه الدول بالتعددبة اللغوية، إذ سادت فيها اللغات اللوفية والكنعانية-الفينيقية والآرامية، ما تظهره النقوش الكتابية متعددة اللغات والتي عادة ما كتبت بالخط الهيروغليفي اللوفي أو بالأبجدية المبكرة، ومن علاماتها الفارقة الكتابة على شكل خطوط الفلاحة (Boustrophedon )التي يقلب فيها اتجاه الكتابة من سطر إلى آخر.
وارتبطت هذه الدول بعلاقات ثقافية مع الدولة الحيثية.

## قائمة الدول السورحيثية
يمكن تقسيم هذه الدول-المدن إلى مجموعتين، في الشمالية منها سادت اللغة اللوفية، وفي الجنوبية سادت اللغة الآرامية.

### مجموعة شمالية
- تابال (Ta-ba-li).
- قوء (Qu'e)، وضمت مدن مثل طرسوس وأضنة وحصن كاراتبه
- كوماني (Kummanni )
- هيلاكو (Hilakku)
- جورجوم أو بيت يأيدي، أو بيت برألا (Bit Par'alla)
- كوموه (Kummuh)
- كركميش، التي تابعت تقاليد المملكة الحيثية.
- فالستين، و ربما موقع تل طعينات كان عاصمة فالستين

### مجموعة جنوبية
- سمأل عاصمة بيت جبارو (Gabbaru)
- تل برسيب عاصمة بيت عديني
- غوزانا عاصمة بيت بخياني
- عمق، دولة لاحقة لـ ألالاخ
- عين دارة
- بيت أغوسي وضمت مدن أرفاد وحلب
- هاتاريكا (Hatarikka)انفصلت عن حلب لتضحي دولة بذاتها
- حماة

## أنظر كذلك
- آراميون
- الدولة الآشورية
- نقش زكور
- نقش كيلامو
- نقوش برراكب
- نقش كاراتبه
- نصب شينيكوي